# 藤原有定
藤原 有定（ふじわら の ありさだ）は、平安時代後期の貴族。藤原北家真夏流（日野家）、式部大輔・藤原実綱の四男。官位は従五位上・淡路守。

## 経歴
始め右大臣・藤原俊家の二合（年官の一つ）によって縫殿助に任ぜられる。俊家は、有定の姉妹がその子・宗俊に嫁いでいるので、義兄弟の父にあたる。3人の兄らが皆蔵人に補せられたのに対して、有定は蔵人に補せられることなく従五位下に叙爵され、皇太子実仁親王の春宮少進に任ぜられた。
しかし、応徳2年（1085年）11月、実仁親王が15歳で夭折すると官職を失う。その後、有定は淡路守に任官。寛治8年（1094年）正月に治国が賞されて従五位上に叙せられた。同年3月、病を患って日野に参籠するが、18日に卒去した。享年52。
舅にあたる藤原宗忠と親しく、有定の死去にあたって宗忠はひどく悲しんだという。橘為仲とも交流があったようで、『金葉和歌集』には為仲が奥州に下る折に詠んだ歌が入集している。

## 系譜
- 父：藤原実綱
- 母：源道成の娘
- 妻：橘実成の娘
  - 男子：藤原有隆
- 生母不明の子女
  - 男子：有幸
  - 女子：藤原実光の室